# Cova de Yuchanyan

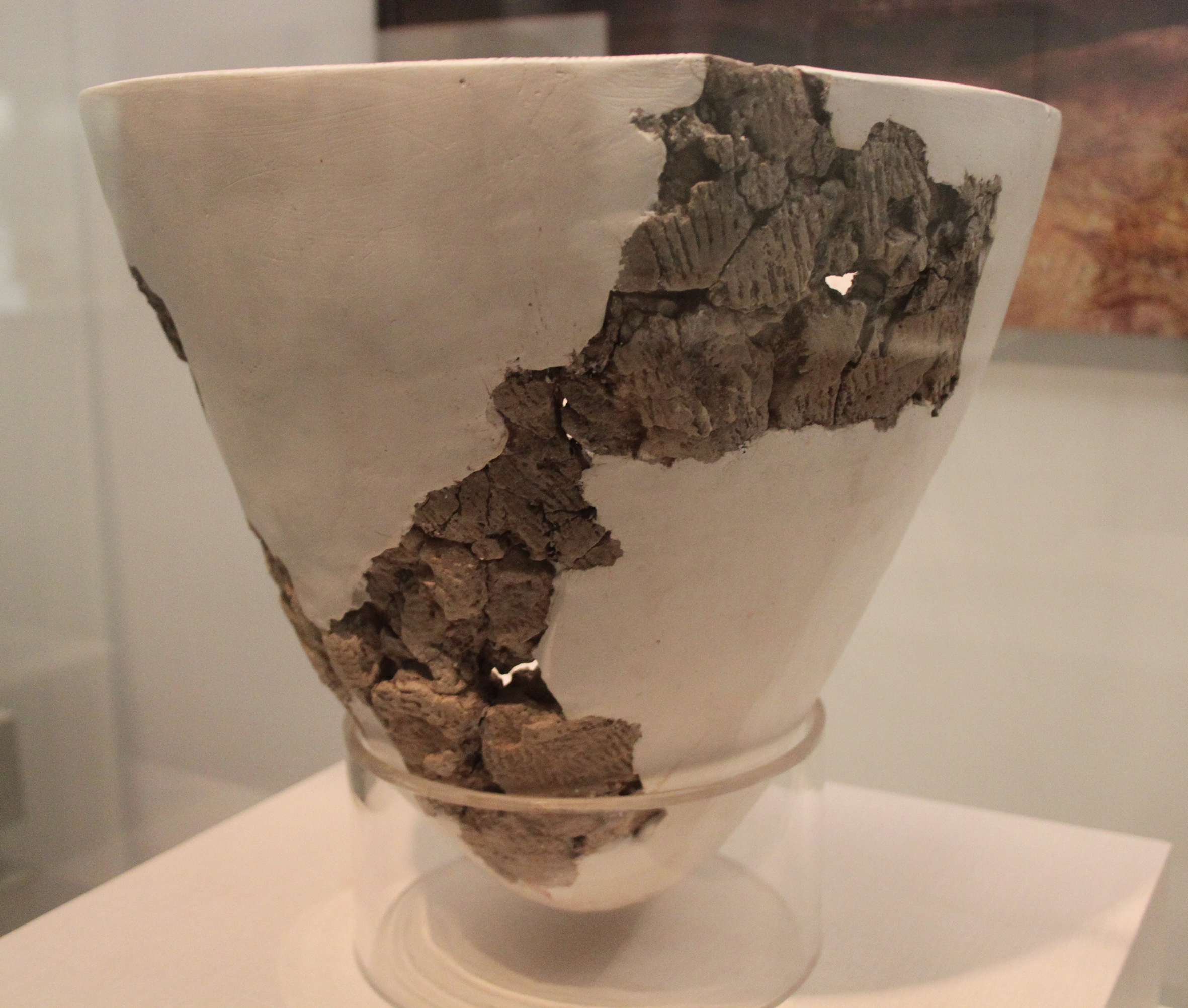
Olla de la Cova de Yuchanyan (18.300 - 15.430 ae), dels primers gerros de terracota del món. Olla de fons punxegut reconstruïda a partir d'uns fragments, Diàmetre: 31 cm, alçada: 29 cm. L'argila es va desgreixar amb carbó vegetal i arena, amb una decoració amb cordons, Museu de Hunan

La Cova de Yuchanyan és un jaciment prehistòric de gran importància arqueològica d'Hunan, al sud de la Xina. Es calcula que les datacions per carboni-14 la situen entre el 16000 abans de la nostra era i el 12000 ae, i això correspon al Plistocé superior amb innovacions específiques de les poblacions de caçadors-recol·lectors que tenien campaments estacionals a la Xina. Tanmateix, no és un jaciment neolític; de fet, el lloc estava ocupat per una població de caçadors-recol·lectors. A causa de la història de cultures posteriors, aquest jaciment pot semblar la primera fita cap a la neolitització progressiva de la Xina. S'hi van trobar fragments d'una de les peces de ceràmica més antigues del món, mentre que la cova també va revelar rastres de grans d'arròs salvatge.
Aquesta cova es relaciona, per tenir fragments com a mínim tan antics, amb les de Zengpiyan i Miaoyan, no gaire lluny d'allà: les poblacions de caçadors-recol·lectors que ocupaven els llocs en els tres casos semblen haver tingut condicions de vida comparables i haver compartit coneixements semblants. També s'hi han trobat fragments de ceràmica gairebé tan antics. En aquests tres jaciments, la pedra polida també hi és present, tot i que posterior; també, però, apareix en altres jaciments del Plistocé final de la Xina, com ara Longwangchan (20000-15000) a Shaanxi, al nord, sempre entre caçadors-recol·lectors en un context que encara era fred i sec. S'han descobert altres ceràmiques al nord de la Xina en un dels jaciments d'Hutouliang (c. 13080 ae) aHebei.
Així, doncs, van ser caçadors-recol·lectors els que "inventaren" la ceràmica i pedra polida a la Xina com en altres parts del món, la qual cosa duu a repensar categories com ara "neolític" en la recerca contemporània.

## Història dels descobriments
El descobriment de la Cova de Yuchanyan es remunta al 1993. Al 1995 es van trobar algunes traces d'arròs i fragments de ceràmica en aquesta cova, la datació (c. 16000-12000 ae) va arribar més tard, el 2009. Aquests fragments de ceràmica rudimentària podrien haver donat l'oportunitat per a una reconstrucció en forma d'olla, el fons de la qual presenta, en la reconstrucció, una bonica corba punxeguda. L'època d'aquest descobriment sacsejà el món dels arqueòlegs especialitzats en l'Àsia oriental per la recerca dels "primers" ceramistes del món. Eren al Japó o a la Xina? Alguns fragments tan antics (Odai Yamamoto, c. 15000 ae) s'han trobat al Japó, a l'època Proto-Jōmon.
També s'han trobat altres fragments antics a les coves de Zengpiyan (c. 10000-6000 ae) i a les coves de Miaoyan (c. 17100-15400 ae), a Guilin, Guangxi. Aquests tres jaciments es troben al "sud de la Xina". El 2012, van ser els antics habitants de l'actual Xina els primers a produir ceràmica utilitària.
Va ser en el 2005 quan es van descobrir micròlits de grans d'arròs en el context paleolític específic d'aquests caçadors-recol·lectors. D'ací es va pensar que el calder hauria servit per a coure arròs. La presència de gastròpodes no donava pas la mateixa idea que a Zengpiyan, on es va plantejar la hipòtesi que la terrissa, el calder, s'hauria utilitzat per a bullir-los i poder-los separar de la closca.
La cova de Yuchanyan, situada a Daoxian, a Hunan, a uns 150 km al nord-est de Guilin, a la part inferior d'un turó de gres, té 5 m per sota del nivell actual del sòl. La cova té una entrada àmplia de 5 m d'alçada i d'uns 15 m d'amplada.
La datació per carboni 14 ha donat, per a les mostres més antigues, dates d'entre el 18300 i el 17500 abans de la nostra era. Les dates de tota l'ocupació es troben entre el 18000 i el 14000 abans de la nostra era.

## Marc ambiental i subsistència
Els clima canvià durant la transició del Plistocé a l'Holocé. Amb l'inici de l'Holocé, certs recursos naturals, com ara la fruita seca i el marisc, es tornen més abundants i una estratègia de recol·lecció, associada a una mobilitat moderada, degué conduir a certes formes de sedentarisme relatiu.
Al jaciment de Yuchanyan es van trobar les restes de 28 espècies de mamífers, la majoria cérvols, i també carnívors. De tots els ossos, el 30% són d'ocells. Les closques dels gastròpodes (en espiral) formen grans piles en què s'han identificat 26 espècies. Per tant, el calder podria haver estat utilitzat per a bullir aquests cargols per tal de separar fàcilment la carn de la closca, com sembla que ocorria a Zengpiyan.  A més, es van trobar 40 espècies de llavors de plantes, 17 de les quals es pogueren identificar, incloent-hi 4 fruits comestibles. S'han trobat fitòlits d'arròs a la part habitada.
En un entorn ric en flora i fauna, les poblacions d'aquest jaciment tenien una estratègia de subsistència d'un ampli espectre. Les espècies d'arròs silvestre es van recollir bé, però només representaven un petit suplement dietètic.

## Cova de Yuchanyan: habitatge, eines i organització
En els 46 m2 d'excavació, els arqueòlegs van descobrir fogars de mides diferents, amb ossos, carbó vegetal i centenars de pedres tallades. Entre aquestes, n'hi ha els picadors, més o menys ovalats. Algunes tenien forma d'"aixada" i es podrien haver utilitzat per a cavar. Altres eines, fetes d'ossos d'animals, formaven pales i enformadors de fusta. D'altres, fetes de banyes de cérvol, tenien forma de pales, com si també servissen per a cavar la terra. Les petxines polides es feien servir com a "ganivets".
El gerro de Yuchanyan reconstruït, amb una base punxeguda, fa 29 cm d'alçada i 31 cm  d'obertura. Els fragments de ceràmica utilitzats per a reconstruir-lo presentaven traces del seu desengreixant: carbó vegetal i arena gruixuda. Com que la terra es cou a baixa temperatura, el resultat és una ceràmica molt friable i porosa.
Com que no hi apareixen marques de diferenciació social, sembla ser una societat sense una jerarquia diferenciada.

## Coves veïnes
El campament neolític de Yuchanyan és a prop d'altres jaciments en coves properes. Aquests campaments semblen assentaments estacionals, però la fabricació i l'ús de ceràmica, en la fase més primerenca, suggereix que els períodes d'ocupació en foren relativament llargs.
Amb una bona organització logística per als seus subministraments, aquestes poblacions no es veieren obligades a fer moviments grans. La ceràmica es va produir entre poblacions de caçadors-recol·lectors no sedentàries.

### Cova de Zengpiyan
Aquesta cova es troba en la muntanya Dushan, a uns 9 quilòmetres. al sud de Guilin, a Guangxi.
El jaciment té una superfície de 240 m², dels quals 100 m² s'han excavat. Se n'han identificat quatre fases d'ocupació (10000-6000 ae) i encara representen els trets significatius de la transició del Paleolític al Neolític: per tant, en aquests jaciments parlem de neolitització a la Xina. Allà també es van trobar fragments (10.000-9.000), cuits a una temperatura que no superava els 250°.
L'atuell reconstruït pertany a la fase d'ocupació més antiga (10000-8000 ae) i sembla ser una olla amb fons arredonit. L'argila es va modelar i muntar de manera rústica. En el context de les piles properes de closques de gastròpodes, podria ser (la solució s'hi proposà el 2003) que aquestes primeres olles s'utilitzassen per a cuinar, entre altres coses, aquests gastròpodes, les restes dels quals són molt nombroses al jaciment. Durant les fases II a IV (9000-6000 ae), si continua l'ús de pedra tallada, també veiem l'aparició d'objectes de pedra polida, com ara destrals i aixes. La forma de la ceràmica generalment és semblant a la de les ampolles grans de fons pla, amb la terra desgreixada amb calcita i enrotllada. N'hi ha algunes decoracions incises o amb cordó. En aquest darrer cas, el motiu decoratiu es produeix imprimint una corda a l'argila abans de coure-la.
Aquesta pràctica és comparable amb la de la ceràmica del període Jōmon, de l'antic Japó, o amb la Cultura de la ceràmica cordada, una cultura europea prehistòrica també amb ceràmica amb una impressió de corda. S'embolica al voltant de la ceràmica fresca i premsada, com serà el cas, per exemple, de la ceràmica pre-Yangshao, mentre que en el cas de la ceràmica Jōmon és una corda trenada (com un escubidú que s'enrotlla sobre la superfície de la ceràmica. Aquesta cova no ha donat cap rastre d'arròs.

### Cova de Miaoyan
La Cova de Miaoyan es troba a prop de l'anterior i els jaciments cobreixen un període que va del Paleolític superior al Neolític inferior.
Hi aparegueren fragments datats d'entre el 17100 ae i el 15400 ae. La terracota n'és gruixuda, muntada a mà i cuita a una temperatura relativament baixa.